# Mazamet
Mazamet – miejscowość i gmina we Francji, w regionie Oksytania, w departamencie Tarn. Jej burmistrzem jest od 2008 r. Laurent Bonneville.

## Ludność
W 2006 roku gminę zamieszkiwało 10 158 mieszkańców (według danych na rok 1990 - 11 481 osób), a gęstość zaludnienia wynosiła 141 osób/km² (wśród 3020 gmin regionu Midi-Pireneje Mazamet plasuje się na 21. miejscu pod względem liczby ludności, natomiast pod względem powierzchni na miejscu 46.).
Miasto jest drugim pod względem wielkości miastem aglomeracji miejskiej Castres-Mazamet i centrum przemysłowo-usługowym dla wielu okolicznych wsi.

## Geografia
Miasto położone jest u stóp Montagne Noire będących jednymi z najbardziej na południe wysuniętych pasm Masywu Centralnego. Siedem kilometrów od miasta położone jest Lac des Montagnès wraz z ośrodkiem wypoczynkowym. Przez miasto przepływają rzeki Arnette i Thoré będące na terenie gminy obudowane domami i kamienicami.
Na rzece Arnette występują liczne, choć małe wodospady. Dolina rzeki Arnette rozszerza się pod miastem tworząc niewielkie zalewisko.

## Historia
W przeszłości region znany z wyrobów wełnianych - największe we Francji centrum włókiennictwa i tkactwa. Z tego okresu pochodzą liczne zabudowania przemysłowe na północy miasta. Po drugiej wojnie światowej francuska wełna przegrywa z tanim nowozelandzkim surowcem, a miasto podupada. Programy pomocowe rządu francuskiego pomogły wyjść miastu z bezrobocia rozwijając usługi i przedsiębiorczość, a dawne manufaktury zastępuje lekki przemysł spożywczy.
W latach 80. władze Rybnika nawiązały współpracę z merostwem Mazamet (za pomocą rybnickiego prałata ks. Klona) inaugurując tym samym pierwszą współpracę miast z dwóch stron żelaznej kurtyny.